# 安巴希基利
安巴希基利（Ambahikily）為位在馬達加斯加的城鎮，由阿齊莫-安德列發那區穆龍貝縣（Morombe District）管轄。2001年人口普查估計該城鎮人口約有35,000人。
該城鎮的教育機構有小學和初等中學。該城鎮有80%的居民為農民，另外有13%的居民從事畜牧業。稻米為該城鎮最主要的作物，而其他主要作物還有棉豆以及豇豆等。另外從事服務業的居民佔該城鎮勞動人口的2%，從事漁業的居民佔該城鎮勞動人口的5%。